# Archip Iwanowitsch Kuindschi

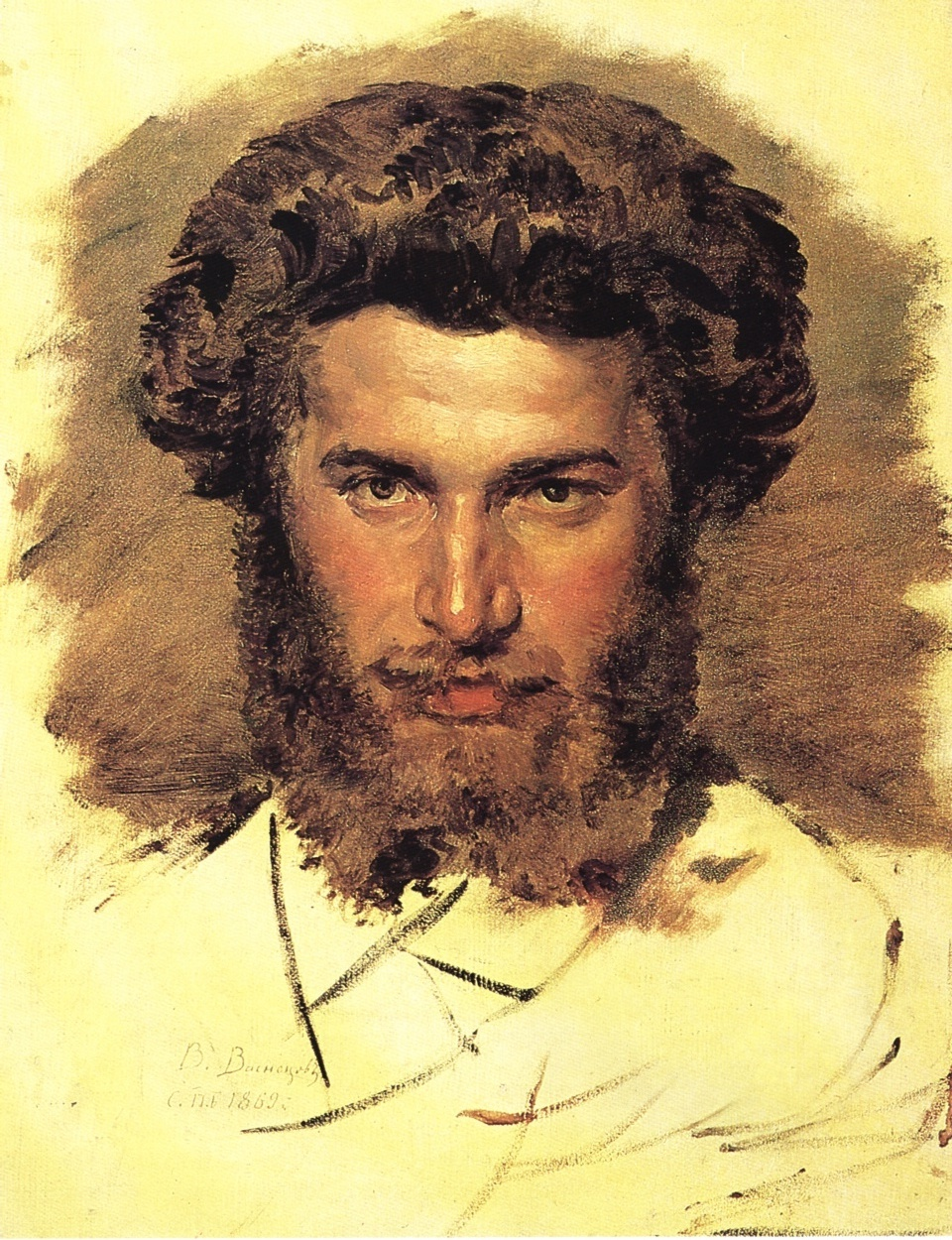
Porträt Archip Kuindschis von Wiktor Wasnezow (1869)

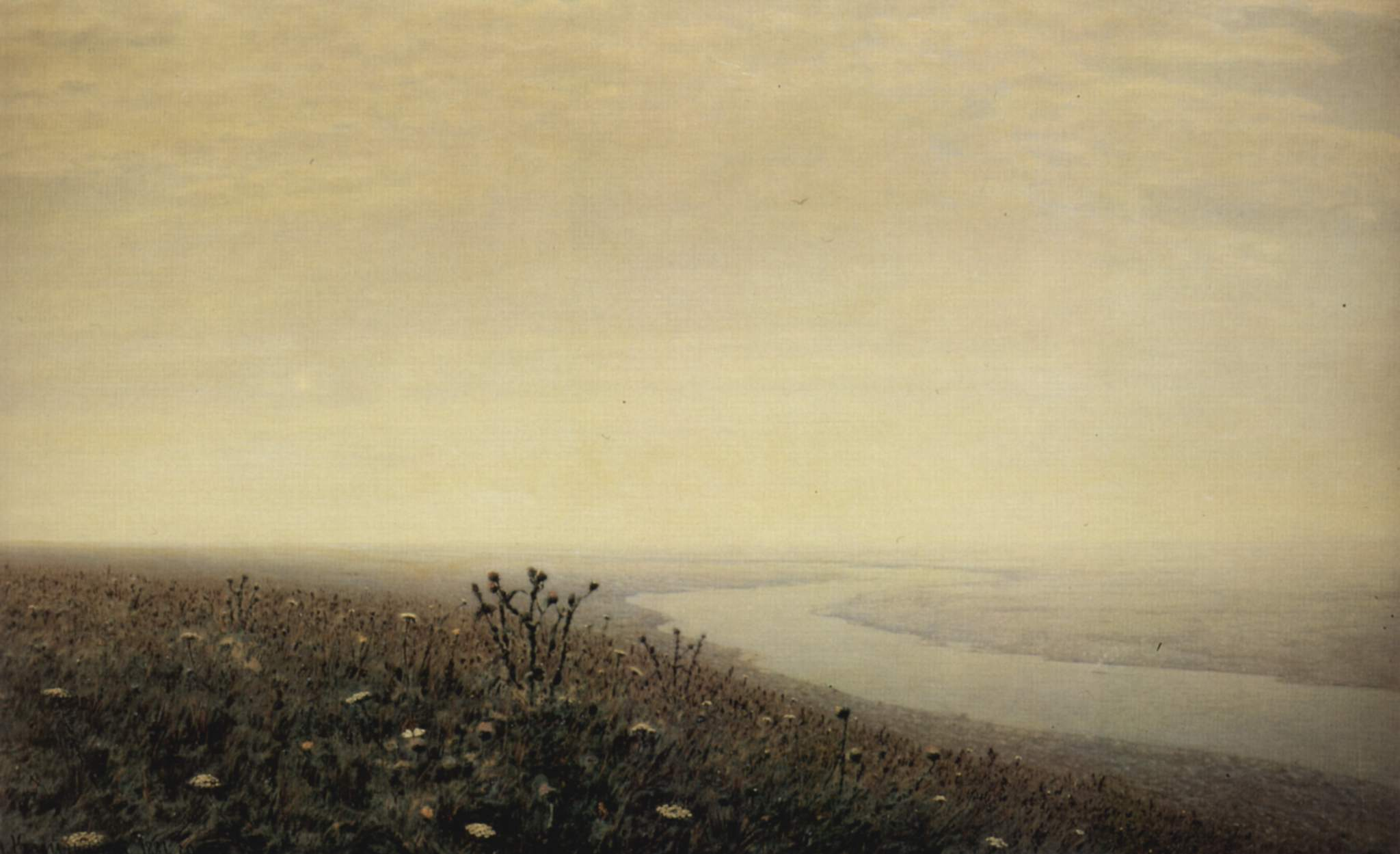
Der Dnjepr am Morgen (1881)

Archip Iwanowitsch Kuindschi (ukrainisch Архип Іванович Куїнджі, russisch Архип Иванович Куинджи; * 15. Januarjul. / 27. Januar 1841greg. in Mariupol, heute Ukraine; † 11. Julijul. / 24. Juli 1910greg. in Sankt Petersburg) war ein russischer Maler  des Realismus. Er wurde vor allem durch seine Landschaftsmalereien bekannt.

## Leben
1841 wurde er in Mariupol als Sohn eines pontusgriechischen Schusters geboren. Bereits in frühen Jahren entdeckte er seinen Hang zur Malerei und experimentierte mit sämtlichen verfügbaren Materialien und Zeichengrundlagen. Seine Ausbildung zum Maler und Zeichner erfolgte anfangs autodidaktisch; später, im Jahr 1868, ging er jedoch an die Petersburger Kunstakademie, um seine Ausbildung dort zu Ende zu führen.
Vorher arbeitete er jedoch noch als Retuscheur in Mariupol, Taganrog, Odessa und Sankt Petersburg.
Im Jahr 1874 erhielt er auf einer Internationalen Ausstellung in London für sein Bild „Schnee“ (Снег) die Bronzemedaille. Im gleichen Jahr wurde in Sankt Petersburg sein Bild „Ladogasee“ (Ладожское озеро) ausgestellt.
In der Zeit von 1875 bis 1879 beteiligte er sich an der Bewegung der Peredwischniki. In dieser Zeit entstanden viele seiner bedeutenden Landschaftsbilder, wie „Vergessenes Dorf“ (Забытая деревня), das er 1875 erstmals ausstellte, sowie „Tschumazki trakt“ (Чумацкий тракт), das im Folgejahr vorgestellt wurde. Beide Bilder befinden sich heute in der Tretjakow-Galerie in Moskau. Im gleichen Jahr, 1876, entstand eines seiner bekanntesten Bilder – „Die ukrainische Nacht“ (Украинская ночь), das ebenfalls in der Tretjakow-Galerie ausgestellt ist. 1879 wurden seine Bilder „Norden“ (Север) und „Nach dem Gewitter“ (После грозы) ausgestellt. Ein Jahr später stellte er der Wanderausstellung der Peredwischniki eines seiner Bilder zur Verfügung: das Bild „Mondnacht am Dnepr“ (Ночь на Днепре); die Ausstellung wurde ein Erfolg. „Nacht am Dnepr“ befindet sich heute im Russischen Museum. Danach stellte Kuindschi bis zu seinem Tod keine seiner Bilder mehr aus.
In der Zeit von 1894 bis 1897 war er als Professor an der Sankt Petersburger Kunstakademie. Nachdem er 1897 Studentenproteste unterstützt hatte, wurde er jedoch entlassen. Zu seinen Studenten zählten u. a. Arkadi Alexandrowitsch Rylow, Nicholas Roerich und Konstantin Fjodorowitsch Bogajewski.
Archip Iwanowitsch Kuindschi regte 1904 die Gründung einer „Gesellschaft der Künstler“ an. Dazu stiftete er der Kunstakademie 100.000 Rubel mit der Maßgabe, jährlich 24 Prämien auszuloben. Das Kuindschi-Kunstmuseum in Mariupol ist nach ihm benannt. Das Museum wurde am 21. März 2022 bei einem Luftangriff während der Belagerung von Mariupol durch die russische Armee zerstört.  Es gab insbesondere Schäden an der Fassade und dem Dach. Zwei Dutzend Werke wurden aus dem Museum entwendet.